# استان سیکاسو
استان سیکاسو یکی از استان‌های کشور مالی است. جمعیت این استان ۲٬۶۲۵٬۹۱۹ نفر و مساحت آن ۷۱٬۷۹۰ کیلومتر مربع است.

## تقسیمات
- Bougouni Cercle
- Kolondiéba Cercle
- Kadiolo Cercle
- Koutiala Cercle
- Sikasso Cercle
- Yanfolila Cercle
- Yorosso Cercle